# Romeo (Michigan)
Romeo è un villaggio degli Stati Uniti d'America, situato nella contea di Macomb, dello stato del Michigan. Al censimento del 2010, la popolazione ammontava a 3 596 abitanti.

## Storia
Inizialmente chiamato, Indian Village, l'insediamento che è poi divenuto Romeo era abitato dagli indiani Chippewa. Negli anni venti e trenta dell'Ottocento, molte famiglie cominciarono a stabilirsi nell'area e edificarono edifici residenziali e commerciali. Il nome venne modificato in Hoxie's Settlement, in onore dell'uomo che aveva aperto un albergo sulla strada principale della città. Nel 1839, Hoxie's Settlement venne incorporato e il nome venne cambiato in Romeo.
Romeo una volta servì come centro per l'industria del legname e molte famiglie facoltose si insediarono nella zona. Ad oggi, rimangono molte degli edifici costruiti nell'Età vittoriana. Il centro di Romeo, grazie alla bassa incidenza di incendi, conserva ancora gli originali tetti in lamiera risalenti alla Guerra civile. Il villaggio fu uno dei primi a partecipare nell'industria automobilistica statunitense, essendo la cittadina in cui venne fondata la Detroit Auto Vehicle Company e che rimase nella città fino al 1908. Nel 1913, una rivolta popolare portò alla distruzione della prigione locale.

## Geografia fisica
Secondo lo United States Census Bureau, il villaggio ha un'area di 5,23 km² (2,02 mi²).